# Paul Chapman
Paul William "Tonka" Chapman (Cardiff; 9 de junio de 1954 - 9 de junio de 2020) fue un músico y compositor británico, conocido por haber sido guitarrista líder de bandas como Skid Row y UFO, como también por ser uno de los miembros fundadores de Lone Star. Paul era conocido dentro del mundo musical por su apodo Tonka, que le dieron sus amigos de la banda Universe por sus «cualidades indestructibles» haciendo referencia a los camiones de juguete de la marca Tonka, empresa que pertenece actualmente a Hasbro.

## Biografía

### Primeros años y UFO
Inició su carrera musical en 1968 como guitarrista en la agrupación Universe, donde permaneció hasta 1972 cuando se unió a la irlandesa Skid Row en reemplazo de Gary Moore. En aquel grupo solo estuvo hasta julio de 1972 cuando el vocalista Brendan Shiels lo disolvió y luego participó en la banda Kimla Taz hasta 1974.
Sin embargo, su etapa más conocida la vivió con la banda inglesa UFO, uniéndose por primera vez en 1974 para apoyar la gira del disco Phenomenon. Pero solo estuvo en ella hasta 1975, luego de tener problemas con el resto de los integrantes, en especial con el guitarrista Michael Schenker. Tras su salida fundó Lone Star, en donde fungió como guitarrista principal y como compositor, escribiendo algunas canciones para los álbumes Lone Star y Firing on All Six de 1976 y 1977, respectivamente.
En 1977, luego de la salida de Michael Schenker de UFO, fue nuevamente llamado para terminar las últimas fechas por los Estados Unidos y en diciembre de 1978 entró como miembro activo. En 1980 lanzaron No Place to Run y al año siguiente The Wild, the Willing and the Innocent que pusieron a UFO en muy buenos lugares en las listas europeas, sin embargo, con Mechanix (1982) las relaciones entre sus integrantes empeoró que significó en la salida de algunos miembros emblemáticos. El último disco grabado con la agrupación londinense fue Making Contact de 1983, ya que Phil Mogg le puso fin a la banda en ese mismo año.

### Años posteriores
Tras finalizar la primera etapa de la carrera de UFO, Tonka viajó a los Estados Unidos y formó DOA sin éxito en el mercado musical. En 1985 fue convocado por su excompañero Pete Way para unirse a su banda Waysted, en la que participó como guitarrista líder en los discos The Good the Bad the Waysted (1985) y en Save Your Prayers (1986). Luego de algunos años fuera de la escena musical fundó con Carl Sentence la banda Ghost que tampoco tuvo un éxito relevante en la música.
Para 2002 participó para la canción "Dead Ratz" del álbum "Archeology" del músico galés Mike Gibbins(Exbaterista de Badfinger), el cual era su tercer álbum estudio en solitario.
Durante los posteriores años fue invitado a participar en algunos discos como artista invitado y junto con Way en 2003 refundaron Waysted, con la que giraron por Europa hasta 2004. Dos años más tarde, junto con el vocalista Robin McAuley regrabaron algunos temas de su etapa en UFO, pero dicha grabación no tuvo un lanzamiento discográfico.
Desde 2006, era guitarrista líder de la banda estadounidense de rock sureño Gator Country y dio clases particulares de guitarra eléctrica en Melbourne, Florida, Estados Unidos. En 2015 giró por los Estados Unidos con la banda sueca-canadiense Killer Bee y permaneció en ella hasta 2016.

### Fallecimiento
Falleció a los sesenta y seis años el 9 de junio de 2020. La noticia fue difundida por su hijo.

## Discografía
| - 1980: No Place to Run - 1981: The Wild, the Willing and the Innocent - 1982: Mechanix - 1983: Making Contact | - 1985: The Good the Bad the Waysted - 1986: Save Your Prayers |